# 特奥·欣里希斯
特奥·欣里希斯（德語：Teo Hinrichs，1999年9月17日—），德国男子曲棍球运动员。他曾代表德国国家队参加2024年夏季奥林匹克运动会男子曲棍球比赛，获得一枚银牌。